# Coffee Lake

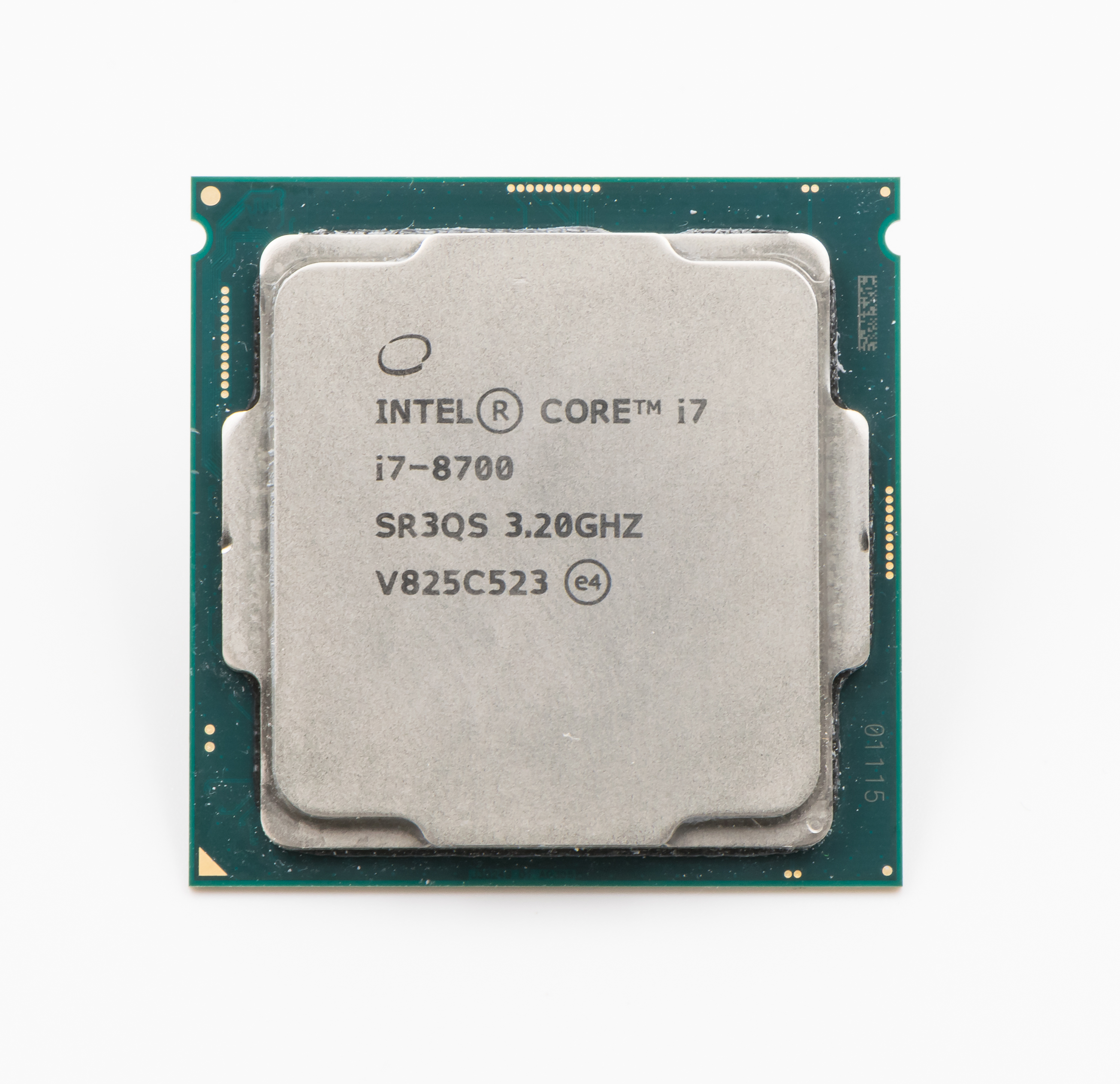
Intel Core i7 8700

Coffee Lake – mikroarchitektura procesorów firmy Intel, która zadebiutowała 5 października 2017, tym samym zastępując starszą Kaby Lake. Mikroarchitektura tak jak w przypadku poprzednika bazuje na 14 nanometrowym procesie technologicznym z tym, że tym razem w udoskonalonej wersji.
Mimo tego, że Coffee Lake dalej jest obsługiwane przez podstawkę LGA 1151, to jest to druga rewizja tej podstawki, więc starsze chipsety z serii 100 i 200 nie są kompatybilne z nowymi procesorami, tak samo jak procesory Sky/Kaby Lake nie są kompatybilne z chipsetami z serii 300.
Początkowo wydano tylko drogie płyty główne z chipsetem Z370, jednak kilka miesięcy później zdecydowano się także na wypuszczenie tańszych układów logiki z serii H370, B360 i H310.
2 kwietnia 2018 roku wypuszczono także jednostki Pentium i Celeron oparte na tej mikroarchitekturze. W przypadku jednostek Pentium na uwagę zasługuję zmiana ich nazwy z Pentium na Pentium Gold, co miało za zadanie rozgraniczenie jednostek opartych na Intel Core z tymi opartymi na Intel Atom.
8 czerwca 2018 roku Intel wprowadził jubileuszową jednostkę Intel Core i7-8086K, wydaną na 40-lecie premiery legendarnego modelu Intel 8086. Limitowana wersja została wydana w 50 000 sztuk, będąc droższą od zwykłej 8700K o 75 dolarów. Zmiany objęły m.in. podniesienie taktowania bazowego do 4 GHz, oraz taktowania turbo dla pojedynczego rdzenia do 5 GHz.
19 października 2018 roku wydano pierwszy procesor z serii Coffee Lake Refresh, równocześnie był to pierwszy procesor Core i9 na podstawkę konsumencką. Z czasem wydawano kolejne odświeżone procesory pod znakiem 9. generacji Intela, także powrócono do tradycji sprzedawania procesorów z wyłączoną zintegrowaną grafiką. Procesory te otrzymały oznaczenie „F”.

## Zmiany[1]
- Zwiększenie liczby rdzeni i wątków
- Zwiększenie pamięci cache L3
- Zwiększenie taktowania Turbo w procesorach nawet o 400 MHz
- Nowa zintegrowana grafika UHD Graphics
- Obsługa taktowania pamięci do 2666 MHz